# U-212
U-212 – niemiecki okręt podwodny (U-Boot) typu VIIC z okresu II wojny światowej. Okręt wszedł do służby w 1942 roku. Jedynym dowódcą był Oblt. Helmut Vogler. 

## Historia
Okręt został wcielony do 8. Flotylli U-Bootów celem treningu i zgrania załogi. Od października 1942 roku wchodził w skład 11., od czerwca 1943 roku – 13., zaś od listopada 1943 roku – 1. Flotylli jako jednostka bojowa.
U-212 odbył 15 patroli bojowych. 5 sierpnia 1943 na Morzu Karskim na minie postawionej przez U-212 zatonęła sowiecka łódź motorowa (ok. 80 BRT).
Okręt został zniszczony bombami głębinowymi 21 lipca 1944 roku w kanale La Manche na południe od Brighton przez brytyjskie fregaty (HMS „Ekins” i HMS „Curzon”). Zginęła cała, 49-osobowa, załoga.